# 九州鉄道71形蒸気機関車
71形は、かつて九州鉄道（初代）に在籍したタンク式蒸気機関車である。

## 概要
元は、筑豊鉄道（初代）が建設用を兼ねた開業用として用意した、車軸配置0-4-0(B)の単式2気筒、飽和式サドルタンク機で、1889年（明治22年）10月、アメリカのボールドウィン・ロコモティブ・ワークス製の製造番号10376、メーカーにおける種別呼称は6-14Cである。筑豊鉄道では1と称した。
1897年（明治30年）、筑豊鉄道は九州鉄道に事業譲渡され、本機も九州鉄道に籍を移したが、同社では71形(71)に改められた。1900年（明治33年）には、僚機の72（旧筑豊鉄道2）とともに八幡製鉄所に譲渡され、同社の7となったが、その後171に改番された。1937年（昭和12年）の形式図によれば、車輪以外は原形をとどめないほどの更新を実施されており、ほぼ別の機関車となっていた。その状態で、1952年（昭和27年）まで使用後、解体された。

## 主要諸元
- 全長：6,667mm
- 全高：3,200mm
- 軌間：1,067mm
- 車軸配置：0-4-0(B)
- 動輪直径：914mm
- 弁装置：スチーブンソン式アメリカ型
- シリンダー（直径×行程）：254mm×406mm
- ボイラー圧力：9.8m2
- 火格子面積：0.58m2
- 全伝熱面積：23.04m2
- 機関車運転整備重量：14.1t
- 機関車動輪上重量（運転整備時）：14.1t
- 水タンク容量：1.41m3
- 燃料積載量：0.46t